# Тимотеј Поповић Тима
Поповић Тимотеј Тима, племенити од Поповића (Избиште, 1795 — Беч, 18. фебруар 1867) био је српски официр и генерал у аустријској војсци.

## Биографија
Поповић Тимотеј (такође Тима), племенити од Поповића, рођен је 1795. у Избишту у тадашњој Војној крајини, тачније на подручју Влашко-илирског граничарског пука број 13 (види Влашко-илирска регимента).
1800. године је постао кадет у поменутом пуку и постепено је градио своју војничку каријеру. 1814. је ступио у српске Фрајкораше, а следеће године је прекомандован у Угарски линијски пешадијски пук број 19. 1832. је прекомандован у Немачко-банатски граничарски пук број 12 (види Банатска војна крајина), са седиштем у Панчеву. 1848. је постао пуковник и командант пука, и током почетка револуције је одржавао ред и мир као и лојалност Цару у Бечу. Касније исте године је одбио да се стави под команду српског покрета и Ђорђа Стратимировића, и отишао је на италијански фронт и преузео команду над два батаљона свог пука који су тамо раније дислоцирани. 1849. унапређен је у генерал-мајора. 1857 је пензиноисан са чином почасног подмаршала и отишао је у Беч где је умро десет година касније.